# Diplycosia megabracteata
Diplycosia megabracteata là một loài thực vật có hoa trong họ Thạch nam. Loài này được (Argent) Argent mô tả khoa học đầu tiên năm 2002.